# Часовня Александра Невского (Дмитров)
Часовня Александра Невского — православная часовня в Дмитрове. Построена во второй половине XIX века (современный адрес: Торговая площадь, 12). Объект культурного наследия регионального значения.

## История
Часовня построена на средства горожан в 1868 году (по другим данным — в 1867 году) в память о спасении Александра II от покушения Каракозова, которое произошло в 1866 году. Александр Невский считался святым покровителем Александра II. Часовня сооружена по проекту губернского архитектора В. О. Грудзина. Она расположена у въезда в Дмитровский кремль, справа от проезда, который вёл с площади в Никольские ворота. При этом была разобрана стоявшая напротив часовня, построенная в 1840-х гг. Торжественное освящение часовни прошло в 1870 году. Она была приписана к Успенскому собору. В 1903 году она была обнесена каменной оградой.
В советский период часовня была закрыта, использовалась под кинопрокат, затем похоронное бюро, а также под склад и диспетчерский пункт Главмосавтотранса. Была демонтирована главка, закрыта живопись на фасаде, утрачены ограда и навес над входом. В 1993 или 1995 году часовня была возвращена церкви, вновь приписана к Успенскому собору, впоследствии полностью восстановлена.

## Архитектура
Архитектура часовни — эклектическое смешение (в духе К. А. Тона) элементов русского зодчества и канонов классицизма. Кирпичное оштукатуренное здание — правильный восьмигранник с шатровой кровлей. Каждая грань венчается кокошником с килевидным завершением. Внутреннее помещение перекрыто сомкнутым сводом с лепными гуртами. Стены и своды побелены, отделка отсутствует.